# Porzecze (Tłuczewo)
Porzecze – część wsi Tłuczewo w Polsce, położona w województwie pomorskim, w powiecie wejherowskim, w gminie Linia.
W latach 1975–1998 Porzecze administracyjnie należało do województwa gdańskiego.